# Historia de Rosario

Bandera de la Ciudad de Rosario.

Este artículo se refiere a la historia de Rosario, una de las más importantes ciudades de Argentina y la principal de la provincia de Santa Fe. 
Rosario se alza a orillas del Río Paraná a unos 300 km al noroeste de la Capital de la República, Buenos Aires. Se trata de un destacado centro portuario, industrial, comercial y cultural.

## Orígenes
Rosario no tiene fundador ni fecha de fundación, sino un proceso de formación espontánea dado por la situación favorable tanto a nivel geográfico como económico.
Los orígenes de la ciudad se remontan a fines del siglo XVII, hacia la década de 1690, tiempos del denominado Pago de los Arroyos.
Tomó jerarquía de pueblo a partir del siglo XVIII, con el crecimiento considerable del caserío inicial y la construcción de su Iglesia en 1730.
El pueblo surgió a comienzos del siglo XVII como Pago de los Arroyos, sin acta fundacional, en la encrucijada del Camino Real que llevaba por una parte a Córdoba y desde allí al "arriba" y por la otra parte al resto del Litoral fluvial hasta, por lo menos, Paraguay, marcando una etapa en la cual sirvió de paraje de carretas a orillas del río Paraná.
Hacia fines del siglo XVII y principios del XVIII, se estableció la primera población permanente registrada: la estancia del capitán Luis Romero de Pineda. Durante 1719, las tierras de la estancia San Miguel del Carcarañal, propiedad del hijo de Antonio de Vera Mujica, fueron adquiridas por los jesuitas. Estas tierras definirán luego parte de los límites en el pago.
Al sur, en el Pago del Salado, los franciscanos establecieron un oratorio, en el cual, según algunas versiones, se asentaron también los indios calchaquíes quienes veneraban la imagen de la Virgen del Rosario. Hacia 1724, Santiago Montenegro también pobló el pago, ya de manera permanente, y más tarde instaló un molino. Luego cedió parte de sus tierras para una plaza y una capilla, donde fue colocada la imagen de la Virgen del Rosario, de donde la villa tomó su nombre. 

## SigloXIX

### Años 1810
El 27 de febrero de 1812 el comerciante y vecino rosarino Cosme Maciel, por encargo del general Manuel Belgrano, quien organizó las baterías Independencia y Libertad, izó en las barrancas de la Villa del Rosario por primera vez la bandera celeste y blanca, por él creada, haciéndola jurar por sus soldados. Por ello se dice que Rosario es la "Cuna de la Bandera".
El 2 de febrero de 1813 el General José de San Martin llega a Rosario y se reúne con Celedonio de Escalada en la Posta de Aguirre en el actual Parque Yrigoyen. Después de la información pasa por la actual Avenida Camino de Los Granaderos. Por eso se sabe que San Martin paso por Rosario . El 3 de febrero de 1813 San Martin libera el Combate de San Lorenzo  cerca de Rosario y logra derrotar al  ejército realista.
En 1819 las tropas porteñas mandadas por Juan Ramón Balcarce, en retirada luego de enfrentarse a las montoneras del gobernador santafesino Estanislao López, incendiaron el poblado. Se salvó solo la capilla.

### Años 1820
En los años 1820 la provincia de Santa Fe fue fuertemente golpeada por la guerra civil. Durante estos años el crecimiento poblacional fue extremadamente lento, aunque ya en 1823 era conocida como la Ilustre y Fiel Villa del Rosario.
Se nombraron las primeras autoridades:
- Autoridad militar: el jefe militar, que dependía del gobierno central de Buenos Aires.
- Autoridad política: el alcalde de la Santa Hermandad. Nombrado por el cabildo santafesino; los vecinos no tenían el derecho a elegirlo. El primer alcalde de la Santa Hermandad fue el sargento mayor Francisco Frías, quien es recordado por haber ocupado dicho puesto en cinco ocasiones y por haber muerto en la mayor pobreza. Fue enterrado de limosna, hecho que puede ser corroborado en el folio 37 del libro 1 de entierros de la catedral de Rosario.

A principios de 1826 el presidente de la Junta de Representantes de la Provincia de Santa Fe, Juan Manuel de Soto, comunicó el nombramiento de alcalde mayor del departamento Rosario, lo que implicaba reconocer a la Villa del Rosario el título de pueblo. Las atribuciones de esta institución estaban reglamentadas por las Leyes de Indias que tenían jurisdicción civil y criminal.
La alcaldía mayor era un cargo no rentado y tuvo vigencia en estas tierras hasta 1832. Los alcaldes mayores se ocuparon especialmente del orden y de la tranquilidad pública. El comandante militar del departamento Rosario proponía una terna a la Junta de Representantes de la Provincia de Santa Fe y de la misma se elegía al alcalde.

### Años 1830
En 1832 comenzó a construirse el templo de Nuestra Señora del Rosario, que fue terminado años más tarde.
En noviembre de 1832 se comisionó a Domingo Cullen para realizar la “organización administrativa del departamento Rosario”.
El cargo de alcalde mayor cesó a raíz de la creación del cargo de juez de paz por ley del 28 de enero de 1833.
El capítulo 1 de la ley mencionada establecía la designación de un juez de paz en la Villa del Rosario, con jurisdicción ordinaria en todo el departamento.
Este cargo sería rentado, tendría dos comisarios auxiliares en dicha villa y en la campaña se crearían los que fueran necesarios a propuesta del juez de paz y sin sueldo alguno.
El mandato duraría un año y podía ser elegido nuevamente. Sus atribuciones eran muy amplias y resumían las que poseía en Santa Fe el juez de primera instancia en lo civil, en lo criminal, el juez de policía, el defensor general de pobres y menores, y el juez de paz propiamente dicho.
El 29 y 30 de septiembre de 1833 visitó la aldea Charles Darwin (1809-1882). La describió como un “pueblo grande” (de 2.000 habitantes).

### Años 1840
El 21 de noviembre de 1845 después del Combate de La Vuelta del Obligado las tropas de Juan Manuel de Rosas atacaron a la flota anglo-francesa que intenta tener de vuelta relaciones comerciales con las Provincias de Santa Fe, Entre Ríos y Corrientes

### Años 1850
En 1850 se crearon el puerto y las aduanas.
El ingeniero estadounidense Allan Campbell proyectó el Ferrocarril Central Argentino —entre el Puerto de la Confederación en el Rosario y la ciudad de Córdoba—, la obra pública de mayor envergadura de la Nación (en ese entonces la Confederación Argentina no incluía a la provincia rebelde de Buenos Aires). Su realización a partir de 1863 se debió al también estadounidense Guillermo Wheelwright, quien conformó el grupo de capitales ingleses que lo construyó.
En 1851 el general Justo José de Urquiza formó el Ejército Grande e hizo una campaña contra Juan Manuel de Rosas.
El 1 de enero de 1852 Domingo Faustino Sarmiento escribe una carta llamada "Carta a Los Rosarinos" en una casa ubicada en Santa Fe y Laprida cerca del actual Museo Estévez
El 5 de agosto de 1852, el gobernador Domingo Crespo promulgó la ley que, sancionada dos días antes por la junta de representantes, declaró a Rosario como ciudad.
El 8 de octubre de 1859 el Conorel Susini junto con el Escuadron de Buenos Aires atacó el Puerto de La Confederación que estaba en actual 
Parque Urquiza.

### Años 1860

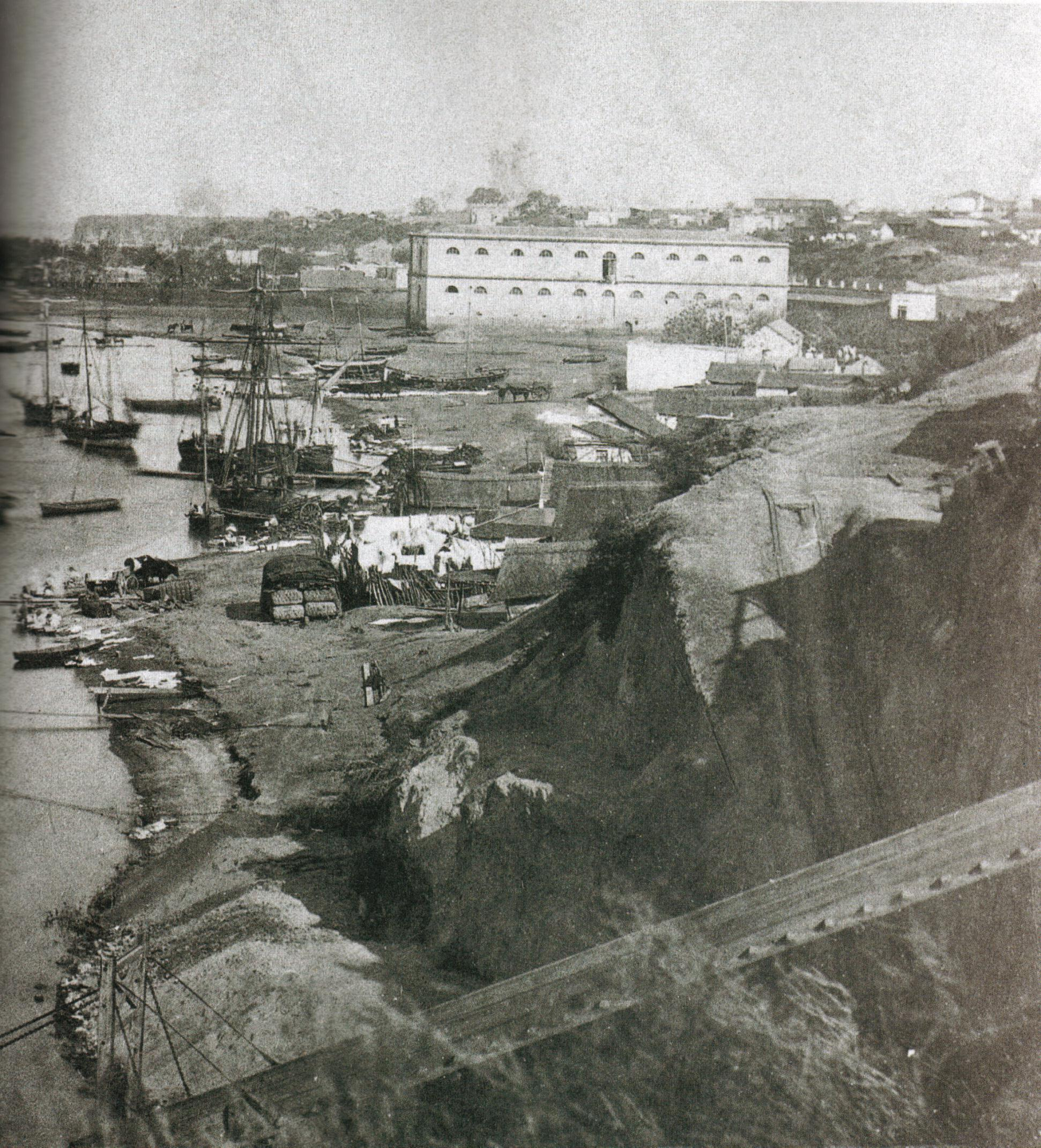
Vista del Puerto hacia 1868.

El 17 de septiembre de 1861 El General Justo José de Urquiza y su ejército liberan en Pavón cerca de Rosario la Batalla de Pavón y pelean contra el ejército de Bartolomé Mitre. La victoria de esa batalla fue para el ejército de Bartolomé Mitre. Además no solo estuvo esa batalla, también estuvo el segundo ataque al Puerto de La Confederación por el Coronel Susini.
El 27 de marzo de 1867 fue fundado, bajo el nombre de Rosario Cricket Club, el Club Atlético del Rosario, que actualmente es el club más antiguo de la Argentina. Ese mismo año, sale a la luz por primera vez el decano diario argentino, "La Capital", justamente con la idea de hacer de Rosario la capital de la República.
En 1868 se fundó la Sociedad Rural de Rosario.

### Años 1870
En 1870, tras la terrible Guerra de la Triple Alianza, se inauguró la línea Rosario-Córdoba del Ferrocarril central Argentino o "Gran Central".
Para 13 de enero de 1873 fue creado el Club Social de Rosario.
En 1878 se exportaron las primeras remesas de trigo a Gran Bretaña.

### Años 1880

Vista del muelle de desembarco de Rosario, demolido en 1891.

La ciudad se desarrolló con el aumento de la producción agrícola y la intensificación de las actividades portuarias.
Para 1880 Rosario ya era el primer puerto exportador de la Argentina. Esto produjo un aumento demográfico importante, atrayendo a corrientes inmigratorias y migraciones internas que posteriormente le dieron a Rosario las características de ciudad gringa.
El crecimiento de los barrios de Rosario tuvo un desarrollo típico: primero la iglesia, frente a ella la plaza y los comercios, luego las escuelas, comisarías, residencias destacadas de los notables de la zona (generalmente comerciantes y profesionales) y luego las viviendas de los obreros y empleados. Y al crecer la población, el club social y deportivo, el cine y los bares.
En 1883 Carlos casado del Alisal construyó el primer tramo entre Rosario y Casilda del Ferrocarril Oeste Santafesino, primer emprendimiento de esta naturaleza con capitales locales y como concesión provincial; fue el segundo ferrocarril en la Provincia de Santa Fe.
En 1884 se fundó el Centro Comercial, la actual Bolsa de Comercio de Rosario. 
En 1886 como consecuencia de una epidemia de cólera, entre otras medidas sanitarias se instaló la red de aguas corrientes.
Ya en 1887, la población era de 50.000 habitantes, de los cuales el 40% eran inmigrantes, los cuales llegaron a la ciudad con sus diversas ideologías políticas y no dudaron en promoverlas.
A las 0:20 de la madrugada del 5 de junio de 1888 (137 años) se produjo el terremoto del Río de la Plata, con una magnitud de 5,5 en la escala de Richter, con Rosario a apenas 280 km en línea recta del hipocentro.
En el año 1889, más precisamente el 24 de diciembre, se fundó el Club Atlético Rosario Central.

### Años 1890
En 1891 se inauguró el servicio de luz eléctrica en el centro de la ciudad.
En 1893, Rosario no fue ajena a la revolución provocada por la Unión Cívica Radical (que en aquella época era un movimiento combativo y social) que iba en contra del sistema fraudulento del Partido Conservador y que declaró a Leandro N. Alem como presidente. Inmediatamente fue reprimida por el ejército. El 29 de septiembre de 1893 se libró el combate naval de El Espinillo (la isla que se encuentra a un kilómetro frente al centro de la ciudad) entre fuerzas leales al Gobierno y sublevados de la Revolución radical de 1893. En el combate terminan ganando las fuerzas leales del Gobierno Argentino.

## SigloXX

### Años 1900

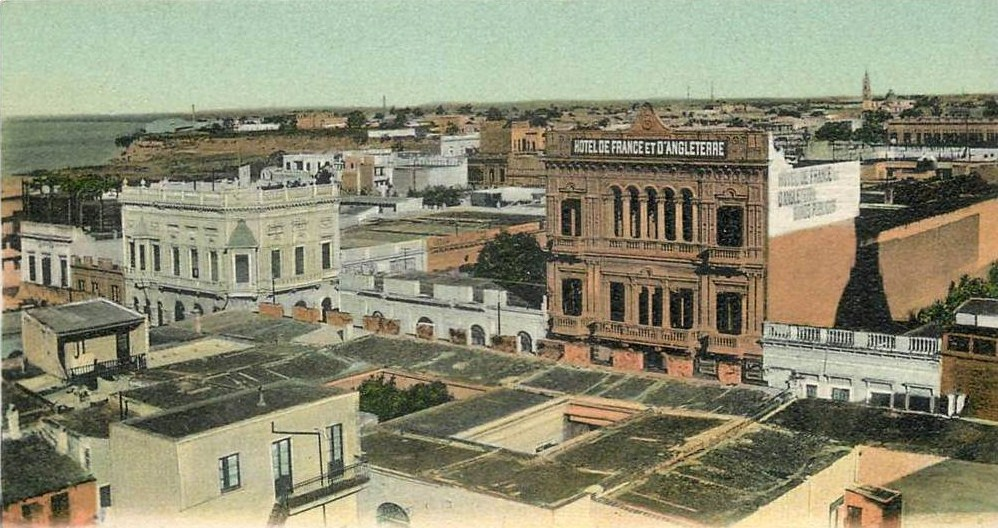
Vista de la calle Córdoba a principios de. Actual edificio del Liceo Avellaneda.

El intendente Luis Lamas inauguró el Parque Independencia en 1902; en el mismo año se colocó la piedra fundamental del puerto nuevo.
El 3 de noviembre del1903 se fundó el Club Atlético Newell's Old Boys.
En 1904, luego de estar varios años abandonado durante su construcción, se inauguró el Teatro de la Ópera. Este pasó a llamarse El Círculo desde que fue comprado por la Asociación Cultural El Círculo en 1943, para evitar su demolición.
En 1905 estalló una segunda revolución radical, igualmente reprimida. Además, en marzo de ese año se crea la Liga Rosarina de Fútbol, la primera institución rectora de ese deporte en la ciudad.
Otro club importante de la ciudad, el Club Atlético Central Córdoba, se fundó el 20 de octubre de 1906. El 31 del mismo mes inauguró sus servicios la Compañía General de los Tranvías Eléctricos del Rosario.

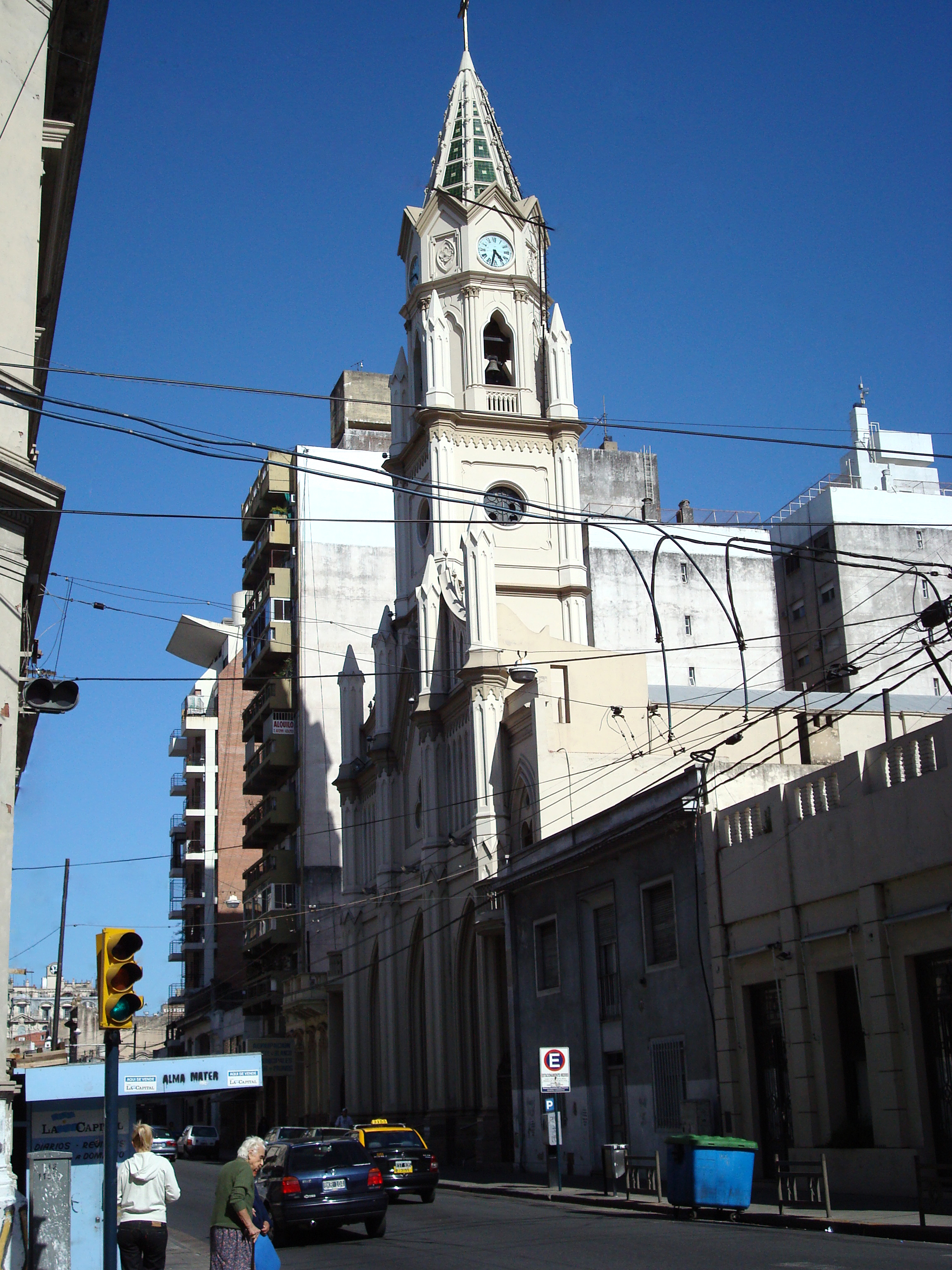
Iglesia de Santa Rosa de Lima (calle Mendoza 1300), la segunda más antigua de la ciudad, inaugurada en 1909.

En 1909 se inauguró la iglesia de Santa Rosa de Lima, la segunda más antigua de la ciudad.

### Años 1910
El 24 de julio de 1912 se inauguró la Biblioteca Argentina Dr. Juan Álvarez, cuya piedra fundamental se había colocado dos años antes, el 7 de septiembre, a los cien años de la apertura de la Biblioteca Nacional.
En 1919 fue fundada la Universidad Nacional del Litoral.

### Años 1920
En 1920 se realizó la primera transmisión radiofónica.
El 27 de julio de 1920 una fábrica pirotécnica estalla violentamente en un barrio del oeste de la ciudad. Mueren cerca de una decena de trabajadores y varios más resultan heridos, la detonación se oye en toda la ciudad y rompe vidrios y puertas en varias cuadras a la redonda.
El 4 de octubre de 1925, tras una operación "histórica" fraudulenta, se determinó tal fecha "oficialmente" como el segundo centenario de la fundación de la ciudad. En esa oportunidad se realizaron imponentes faustos, con la presencia del presidente de la Nación Marcelo Torcuato de Alvear, gobernadores como el de Santa Fe Ricardo Aldao, cuerpo diplomático. Se realizó intensa actividad artística, se emitieron sellos postales, medallas conmemorativas,, y ediciones especiales de La Capital, La Nación de Buenos Aires con panegíricos y críticas sobre las actividades culturales, económicas.

Durante diez días a partir del 2 de octubre de 1925, la ciudad estuvo de fiesta corrida conmemorando el segundo centenario de la supuesta fundación en 1725. En su Historia de Rosario, Juan Álvarez cita los eventos realizados. Comenzaron con el arribo de una flotilla de tres barcos de guerra. Al día siguiente llegó por tren el presidente Alvear escoltado por aeroplanos. Luego siguieron el Te Deum, banquetes,  función teatral, fuegos artificiales y colocación de piedra fundamental en varias obras. Actos en diversas instituciones y escuelas e inauguración de fuentes y esculturas; faltaron competencias deportivas, conciertos, procesión cívica. Muchas de esas piedras fundamentales se transformaron en obras que hoy existen. Entre los actos debe destacarse la presentación al señor presidente, con la presencia del gobernador de la provincia, doctor Ricardo C. Aldao, y del intendente municipal, doctor Manuel V. Pignetto, del camarín de la Virgen que acababa de terminarse, que Álvarez califica de “joyita arquitectónica”: una obra llevada a cabo bajo la dirección de monseñor Nicolás Grenón.

En el año 1925 comenzó a operar la Compañía de Gas (de hulla) y se tendió la red subterránea de cañerías de acero para suministro de gas de alumbrado.
En noviembre de 1925 ocurrió la peor granizada del siglo XX con piedras de 250 g y 10 cm de diámetro, que dejaron un saldo de al menos cinco muertos (provocados directamente por las piedras); la granizada fue acompañada de vientos arrachados de más de 100 km/h.

### Años 1930
En 1930, las docentes hermanas Leticia y Olga Cossettini comenzaron la Escuela Serena, inspirada en los principios de la Escuela Nueva.
Es fundado el Club Náutico Avellaneda, el 21 de enero de 1931.
En febrero de 1935 una explosión y posterior incendio en la costa rosarina, precisamente en las barracas del puerto destruye las instalaciones y deja más de 9 víctimas fatales y más de 60 heridos de distinta gravedad.
En 1937 se inauguró el Museo Municipal de Bellas Artes Juan B. Castagnino.
La fábrica de pólvora "Etna" estalla violentamente en marzo de 1939, ubicada en la zona oeste de la ciudad. Provocó 12 muertos y 10 heridos.

#### Escudo de Rosario
Tradicionalmente las ciudades poseen este distintivo —que las identifica y representa al gobierno local— generalmente otorgado por su fundador.
Los escudos significan la autonomía, y desde la independencia de la Corona española, las ciudades adoptaron este modo de representación de la soberanía popular.
En 1939, la provincia de Santa Fe autorizó por ley a los municipios a adoptar y usar escudo. Rosario tenía el suyo desde mayo de 1862, diseñado por el concejal Eudoro Carrasco. Distintas interpretaciones se dieron de ese original, necesitándose una norma que fijara en detalle su diseño.
Para el 7 de enero de 1950, empieza a funcionar el Estadio Norte en la Avenida Alberdi.
En 1964 se sancionó la ordenanza n.º 1737, adjuntándose en un anexo un croquis pintado por Julio Vanzo, quien se basó en un boceto del año 1957, que había sido elaborado por el ingeniero Ángel Guido (diseñador del Monumento a la Bandera y del edificio del correo).
El Concejo Municipal, por decreto n.º 15810 de 1998, dispuso que este escudo fuera de uso obligatorio en el frente de las dependencias y documentos del municipio.
Descripción oficial del escudo
Forma ovalada dividida en 2 campos por la línea del horizonte.
El campo superior color celeste cielo está ocupado por el sol naciente de 16 rayos flamígeros y rectos, la cara del sol con ojos rasgados tipo indígena, cejas y comienzo de nariz.
En el campo inferior aparece a la derecha una isla perfectamente definida y las costas de otras dos islas; en el centro el río Paraná surcado por un barco a vela y otro barco a vapor, finalizando en la parte izquierda con un bastión o batería emplazada sobre la barranca de cuyas almenas aparecen tres cañones y de su interior, levantado, el brazo que sostiene hacia el centro del escudo.
En la barranca figura una gavilla de trigo, una gavilla de maíz, ancla, hoz y arado colocados armónicamente.
Por último el óvalo es circundado por la derecha por una rama de laurel y por la izquierda una de olivos unidas al pie con un lazo celeste y blanco de nuestra enseña patria. Corresponde por colorido: oro al sol, islas y barrancas sinople (color verde), azul su río, gules (color rojo) la batería, celeste el cielo, dorado las mieses y tono gris acerado los implementos agrícolas.

### Años 1940
El Gobierno decidió en 1942 la nacionalización del puerto de Rosario y, a pesar de las grandes obras emprendidas, desde entonces su crecimiento sería mucho más lento.
En 1942 se fundó el Coro Estable de Rosario. Desde 1946, el músico Cristián Hernández Larguía (1921-2016) lo dirigirá durante setenta años.

### Años 1950
El 20 de junio de 1957 (68 años), luego de varios proyectos fallidos, se inauguró el Monumento Nacional a la Bandera, símbolo de Rosario y único en su tipo que, con marcado nacionalismo, conmemora el nacimiento de la insignia patria a la que alude su nombre.

### Años 1960

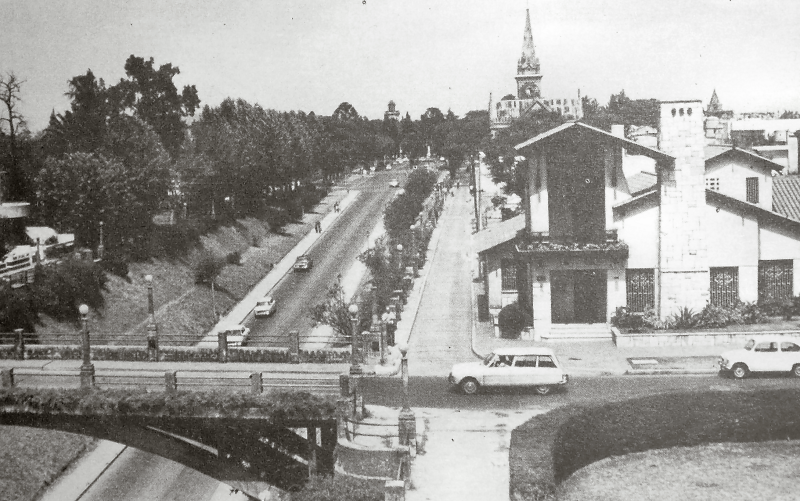
Bajada de Av. Puccio hacia 1971.

Al comenzar la década (1960) se realizó la primera transmisión televisiva en blanco y negro, por inyección al cable coaxial del canal 7, en la frecuencia aérea VHF del Canal 8. La estación y la torre transmisora siguió, hasta 2006, en la torre del Edificio de Telecomunicaciones de la ex Entel (Telecom), por una servidumbre contractual. Al caerse y destruirse la torre, se trasladó el sitio de transimisón de la señal analógica del Canal 8 a la torre transmisora del Canal 3 (Rosario)
En 1964 el Canal 5 de Rosario (actualmente Telefe Rosario) comenzó a transmitir al aire; un año después, lo haría la otra de las dos señales de aire rosarinas, Canal 3.

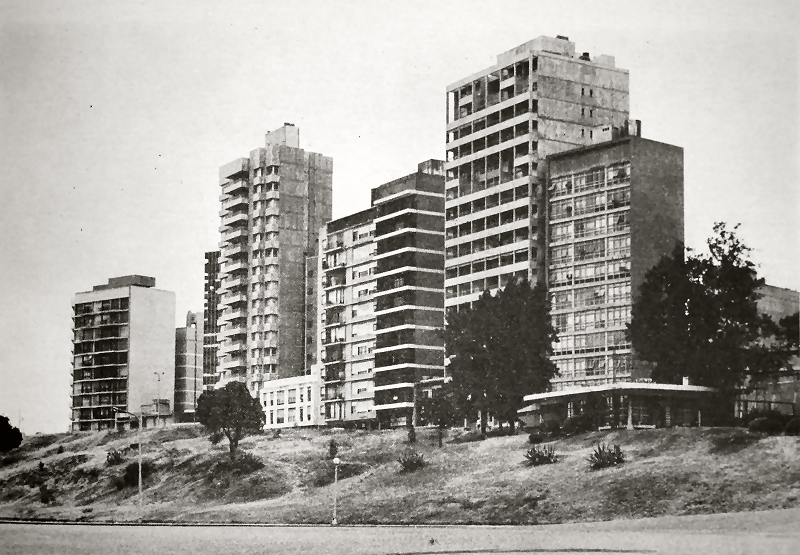
Edificios del Barrio Martín hacia 1971.

El 11 de febrero de 1966 Pele visita la ciudad y juega un partido contra Rosario Central.
Se decidió el desdoblamiento de la Universidad Nacional del Litoral. Las facultades rosarinas se organizaron como la Universidad Nacional de Rosario desde 1968.
Al finalizar la década (1969) se produjo el Rosariazo, manifestación en adhesión a una huelga de los trabajadores ferroviarios y otros reclamos sociales. En medio del clima de disconformidad general, en el que hubo protestas que llegaron incluso a destruir y quemar trolebuses.

### Años 1970
Durante la década de los setenta, Rosario, igual que el resto del país, fue escenario de numerosos conflictos sociales de gran envergadura. A causa del clima político se sucedieron numerosos crímenes de lesa humanidad, incluyendo censura, atentados, secuestros, desaparición forzada de personas (primero por la Triple A y luego por la Junta Militar), así como el robo y apropiación de bebés y niños por parte de las fuerzas militares y cómplices civiles de la dictadura militar.

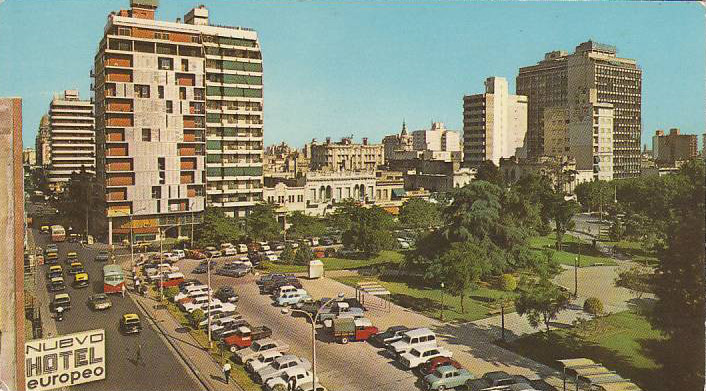
Plaza Sarmiento en los años '70.

Durante el gobierno de facto militar del general Jorge Rafael Videla la ciudad es una de las subsedes de la Copa Mundial de Fútbol de 1978. Los encuentros se disputaron en estadio del Club Atlético Rosario Central. La Selección Argentina de Fútbol jugó la fase semifinal de aquel Mundial en dicho estadio, logrando el pase a la final del torneo.
El 12 de septiembre de 1976, un grupo de guerrilleros pertenecientes a la organización Montoneros detonó una bomba ubicada dentro de un automóvil Citroën en la calle Junín en su intersección con la calle Rawson, en pleno barrio Refinería, tomando como objetivo a un colectivo en el que viajaban en su mayoría policías. En la explosión mueren 9 policías y 2 civiles.
Comienza una época oscura dominada por el miedo y la censura. El plan sistemático ejecutado por la cúpula militar argentina y reconocido por los sectores medios y más conservadores se ocuparon de silenciar cualquier atisbo de libertad. La Facultad de Humanidades y Artes fue intervenida con el objetivo de desaparecer gran cantidad de estudiantes y censurar toda actividad política. Inclusive la escuela de Antropología perteneciente a dicha facultad fue cerrada. El programa completo de la escuela de Filosofía fue totalmente intervenido, convirtiendo la carrera en un estudio sobre la Teología, considerando intrascendentes a los pensadores más importantes de la historia moderna de la humanidad. Gran cantidad de docentes fueron desaparecidos en esta época, sin distinguir entre docentes de escuela primaria, secundaria, institutos superiores o universitarios.
En diciembre de 1979, un incendio intencional destruye la wiskería Rilke II, ubicada en pleno centro rosarino, y mueren 15 personas.
El toque de queda era cosa casual, las reuniones en los bares estaban prohibidas, los librepensadores se vieron silenciados, y cualquier idea ajena a la de los sectores opresores era silenciada.

### Años 1980
El 6 de marzo de 1981  Freddie Mercury después de dar su concierto en el Mundialista en Mar del Plata ,llega a Rosario y da su concierto en el Gigante de Arroyito.
El 30 de marzo de 1984 la planta de silos ubicada en Puerto Norte registra tres explosiones y un incendio que conmueven a la ciudad. Once operarios mueren y otros 21 resultan heridos, es una de las más trágicas explosiones de cereal en la Argentina.
El 26 de abril de 1986 una fuerte tormenta descarga sobre la zona de Rosario 160 mm de lluvia, el Arroyo Ludueña que atraviesa la zona norte de la ciudad se desborda y cubre durante 3 días a 7 barrios, 20.000 casas y se ven afectados 80.000 vecinos. Mueren varias personas y es quizás el peor desastre natural en la historia escrita de la ciudad.
El 7 de noviembre de 1986 en la casa de Fito Páez ocurre un asesinato en ese casa. Las personas que fueron asesinadas son la abuela,la tia y la empleada domestica de Fito y los acusados del crimen fueron Walter de Gusti y su hermano.
El 11 de abril de 1987 la ciudad de Rosario recibió la visita del Papa Juan Pablo II en el marco de la última visita del papa a la República Argentina, luego de dar una misa debajo del Monumento a la Bandera, el Papamovil recorrió las calles rosarinas siendo seguido por miles de fieles católicos que recorrieron la ciudad en ese histórico momento. Fue la única vez que un Papa visitaba esta ciudad
A fines de mayo de 1989 en la ciudad de producen violentos saqueos e incidentes en comercios y supermercados que dejan 7 muertos, cientos de heridos y miles de detenidos. El gobierno nacional declara el estado de sitio y la emergencia en la ciudad por 30 días, movilizando miles de efectivos de seguridad para garantizar el orden.

### Años 1990

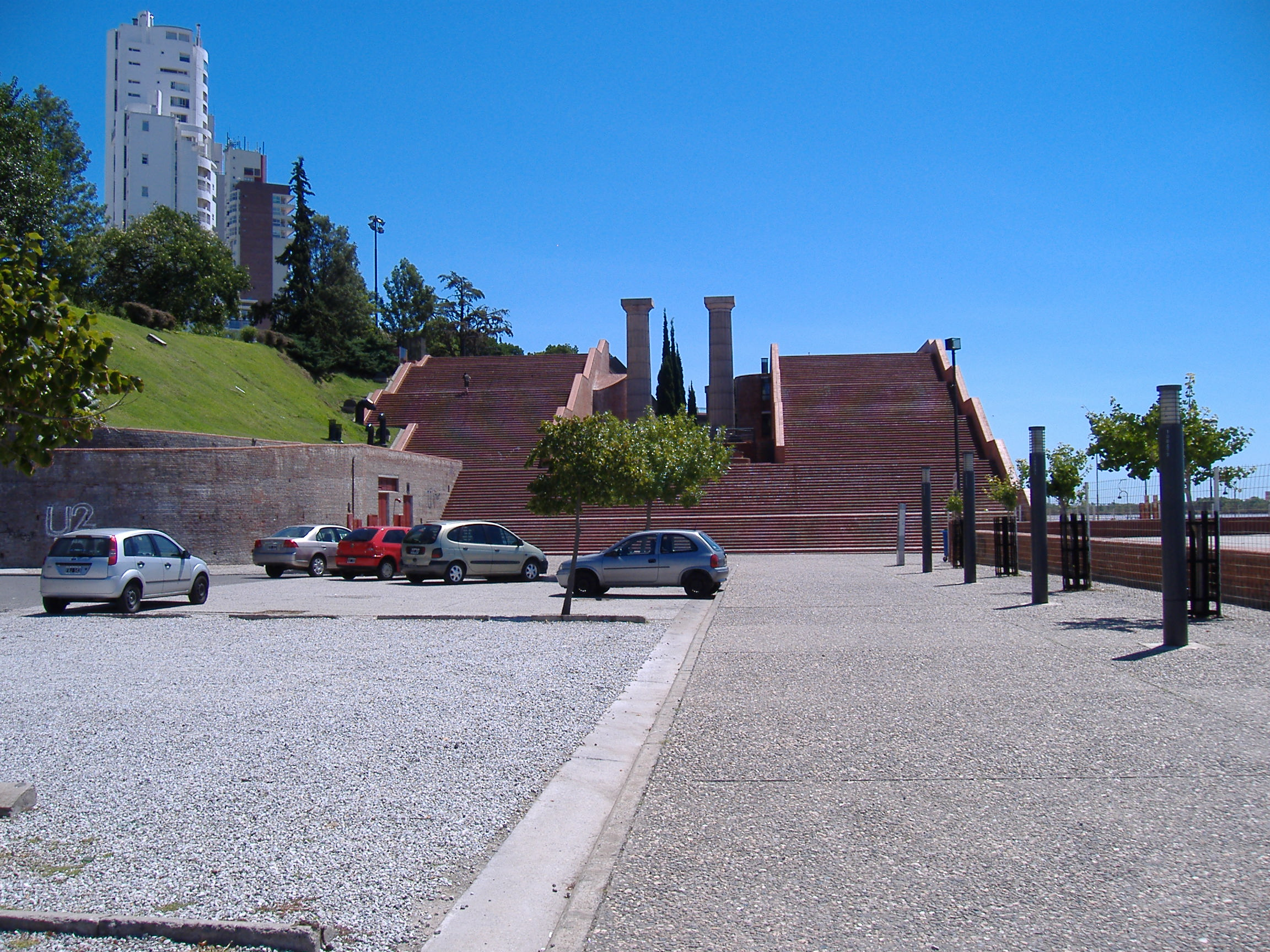
El Parque de España.

En 1992 se inauguró el Parque de España, con fondos aportados por ese país. Se empezaron a desmantelar las rejas que impedían la visión y el paso a la barranca (de unos 15 m de altura) sobre el río Paraná a lo largo de toda la ciudad.
En 1997 se realizó la apertura del Pasaje Juramento, una callejuela que corre entre el Palacio de los Leones (el ayuntamiento) y la Basílica Menor Catedral de Nuestra Señora del Rosario y sale al Monumento a la Bandera, en la costa del río Paraná.

## 

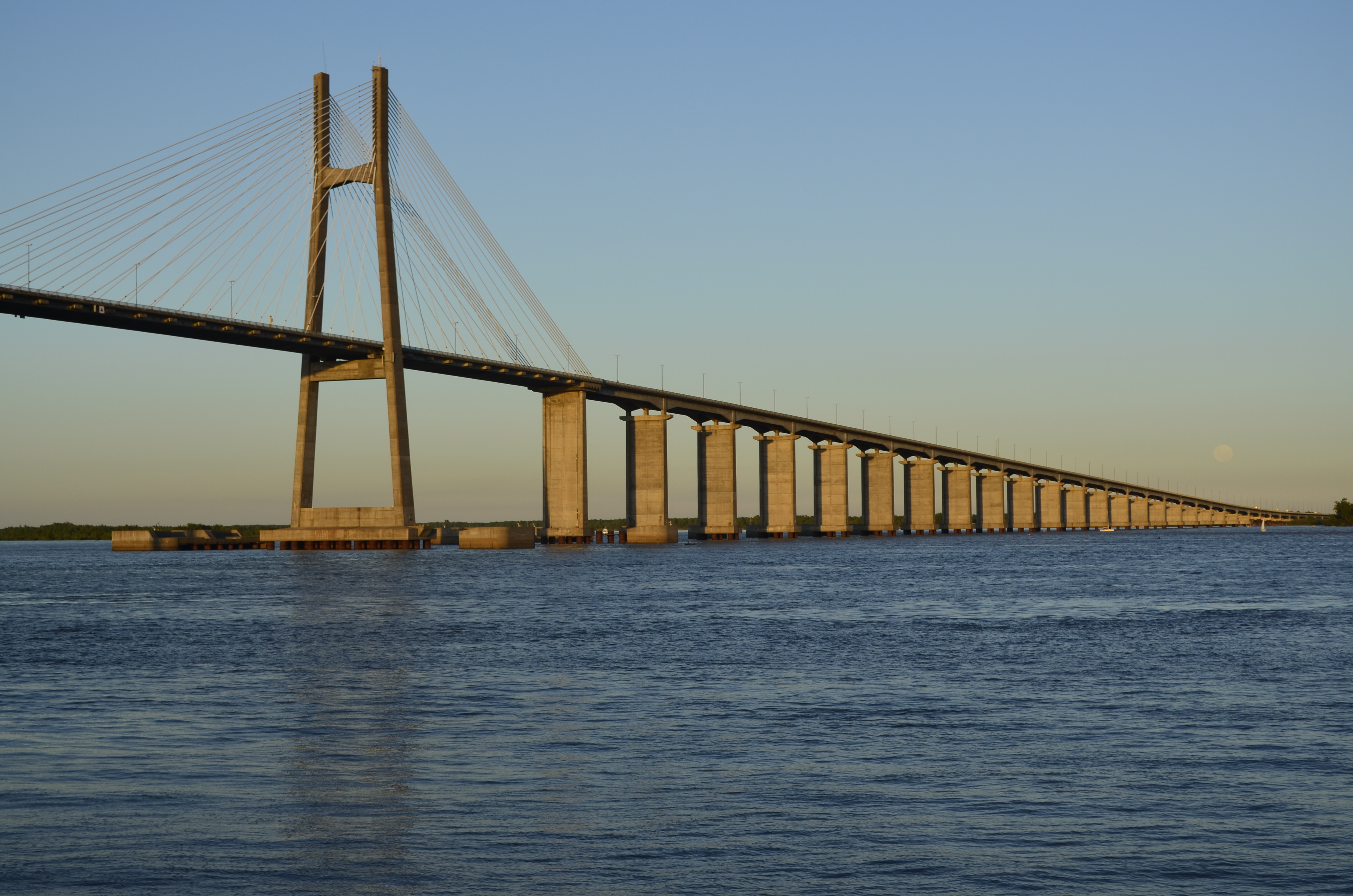
Puente Rosario-Victoria.

## SigloXXI

### Años 2000
En 2001 durante el gobierno de Fernando de la Rúa, en la Escuela José M.Serrano en plena marcha la Policía de Santa Fe asesina a Pocho Lepratti cuando el dice esto:"¡no asusten a los niños que están comiendo!"
Luego de más de un lustro de construcción, en 2003 se inauguró el Puente Rosario-Victoria sobre el río Paraná, por el cual se unen las provincias de Santa Fe y Entre Ríos (a través de 65 km) y hace de la ciudad un punto central del Mercosur.
En noviembre de 2004 se realizó el Tercer Congreso Internacional de la Lengua Española, que reúne a escritores y catedráticos del mundo.
El 20 de junio de 2005 se inauguró, aunque sin estar totalmente terminado, en el Parque nacional a la Bandera, el Monumento a los Caídos en la guerra de las Malvinas. Sería terminado unos días después.
El 15 de noviembre de 2006 se repitió la granizada de 1925: vientos de 115 km/h tres muertos y más de 400 heridos por la histórica tormenta.
Durante los últimos días de marzo de 2007 llueven sobre la ciudad y la región más de 500 mm de lluvias en 5 días. Grandes zonas del noroeste de Rosario y ciudades vecinas se ven fuertemente afectadas por graves inundaciones que obligan a evacuar a más de 4.000 personas y provocan 4 muertos.

### Años 2010
En la noche del 21 de diciembre de 2012 se producen serios disturbios e incidentes en decenas de locales comerciales de los barrios más alejados de la ciudad. Los saqueos recuerdan a los ocurridos en 2001 y 1989 aunque menos extendidos, en la ciudad mueren 4 personas, 150 son detenidas y docenas resultan heridas.
El día 6 de agosto de 2013 a las 9:38 una pérdida de gas de media presión, de gran magnitud origina una gigantesca explosión y posterior derrumbe de un edificio en el centro de Rosario, provocando 22 víctimas mortales, heridos, desaparecidos y daños diversos en 500 m a la redonda en lo que es catalogado como un el peor desastre en el siglo XXI de la ciudad.

## Movimientos políticos en la historia

### Anarquismo en Rosario
A principios de 1900, Rosario era “la Barcelona del Río de la Plata” debido a la importante concentración obrera y al predicamento del acratismo, su influencia ideológica en Rosario es comparable con el anarquismo en Barcelona, superando a Buenos Aires.
Existen testimonios de personas no comprometidas sin intención de agigantar su incidencia. Juan Bialet Massé, por ejemplo, en su informe sobre la situación de los trabajadores en el interior del país a principios del siglo XX, expresa que el anarquismo “imperaba en las clases obreras de Rosario como único señor”.
Testimonios parecidos se hallan en los dirigentes socialistas coetáneos: Enrique Dickmann, apreciando que la actividad libertaria se percibía más en Rosario que en Buenos Aires, la definía como la “Meca del anarquismo argentino”.
Adrián Patroni, otro líder socialista, testimonia dicho fenómeno en el periódico socialista La Vanguardia, del 20 de noviembre de 1901.

### La Unión Cívica Radical en Rosario
El último intendente rosarino proveniente del radicalismo fue Horacio Usandizaga. Fue elegido en 1983 (con el retorno de la democracia). En 1987 reelecto, pero prometió que si ganaba la presidencia Carlos Saúl Menem, él renunciaría a su cargo. En 1989 tuvo que cumplir su palabra.
Actualmente, el Partido Radical forma una alianza con el Partido Socialista y otros partidos a nivel provincial y urbano, la cual ganó las elecciones de 2005 y 2007.

### El Partido Justicialista en Rosario
Durante la primera era peronista (1946-1955), la provincia de Santa Fe se convirtió en un fuerte baluarte, especialmente la ciudad de Rosario, conocida como la “capital del peronismo”. A pesar de ello, esta ciudad, a lo largo de la historia sólo tuvo un único intendente peronista: Cárcamo, quien duró en su mandato menos de seis meses.

### El Partido Socialista en Rosario
En la actualidad, este es el partido de mayor que gobierna la ciudad en un frente (el frente progresista) con varios partidos más entre otros la U.C.R. . Esta última se ha convertido en un bastión socialista a nivel nacional, por ser la ciudad en hacer conocido a algunos políticos pertenecientes a este partido.
La gestión socialista comenzó en 1989, año en que ganó las elecciones Héctor Cavallero; fue reelecto en 1991.
Lo siguieron Hermes Binner, electo en 1995 y reelecto en 1999, Miguel Lifschitz, electo en las elecciones de 2003 y reelecto en 2007 y Mónica Fein electa en 2011 y reelecta en 2015.

## Intendentes entre 1983 y 2015
| Intendente                 | Inicio     | Fin        |
| -------------------------- | ---------- | ---------- |
| Cont. Víctor N. Cabanellas | 28/02/1983 | 11/12/1983 |
| Horacio Usandizaga         | 11/12/1983 | 10/12/1987 |
| Horacio Usandizaga         | 11/12/1987 | 22/05/1989 |
| Carlos Ramírez             | 22/05/1989 | 10/12/1989 |
| Héctor Cavallero           | 10/12/1989 | 10/12/1991 |
| Héctor Cavallero           | 10/12/1991 | 10/12/1995 |
| Hermes Binner              | 10/12/1995 | 10/12/1999 |
| Hermes Binner              | 10/12/1999 | 10/12/2003 |
| Miguel Lifschitz           | 10/12/2003 | 10/12/2007 |
| Miguel Lifschitz           | 2007       | 2011       |
| Mónica Fein                | 2011       | 2015       |
| Mónica Fein                | 2015       | 2019       |
| Pablo Javkin               | 2019       | actualidad |

## Crisis institucionales y económicas

### Crisis institucionales
La vida democrática rosarina se vio afectada por los sucesivos golpes militares ocurridos a nivel nacional. Los intendentes eran reemplazados por delegados de facto. Las interrupciones fueron:
1. De 1955 a 1958.
2. De 1962 a 1963.
3. De 1966 a 1973.
4. De 1976 a 1983.

### Crisis económicas
Las rebeliones desatadas por las profundizaciones de las crisis económicas más importantes fueron en 1989 y en diciembre de 2001.
En la primera, lo que desató la desesperación popular fue la hiperinflación, la cual fue mayor a 3000%; y en la segunda, la desocupación, la cual en Rosario fue la cifra más alta del país (21,1%).
En ambas, Rosario se caracterizó por ser una de las primeras en desatarse los saqueos a los supermercados.
En 2001, el hecho lamentable más significativo fue el asesinato de Pocho Lepratti, voluntario en un comedor marginal, fue matado a sangre fría por la policía. León Gieco le dedicó una canción: El ángel de la bicicleta, donde parafrasea sus últimas palabras: “Bajen las armas, que acá sólo hay chicos comiendo”.

## Recuperación y actualidad
Los indicios más notables de recuperación provienen de la industria de la construcción. La ciudad está llena de edificios nuevos, en construcción o en demolición.
Además se puede advertir con la inauguración de tres centros comerciales: el Alto Rosario, el Portal Rosario y Paso del bosque.
El 31 de agosto de 2018, se realizaron cacerolazos por diferentes zonas de la ciudad de Rosario, debido al alza del dólar ubicándose en un máximo de 40 pesos, desarrollando mucha desconfianza en la población.
En 2019, se realizaron diferente paros nacionales convocados por la CGT, en la ciudad principalmente se concentraban en la intersección de calle Córdoba y Corrientes, rechazando al gobierno del presidente Mauricio Macri, y por el llamado tarifazo. Para el 10 de diciembre del mismo año, toma cargo como intendente Pablo Lautaro Javkin.
El 14 de marzo de 2020, aparece el primer caso confirmado de la Pandemia por Coronavirus en la ciudad. Días después el presidente de Argentina declaró cuarentena obligatoria. El primer fallecido por la enfermedad del coronavirus ocurrió el 1 de abril del mismo año y fue el cónsul de Chile, Fernando Labra Hidalgo. Para mediados del mes de mayo, la cuarentena por el coronavirus se flexibilizó en Rosario, con la apertura de locales bajo un protocolo de higiene y seguridad. De igual forma, se realizó un paro de colectivos, exigiendo el pago de salarios. Tras un anunció que expresó el presidente Alberto Fernández a principio de junio, la provincia de Santa Fe fue mencionada libre de contagios comunitarios y pasó de un aislamiento social a un distanciamiento social, permitiendo reuniones familiares, apertura de bares y restaurantes, regida por protocolos que eviten las aglomeraciones. Con el pasar de los meses los contagios fueron aumentando progresivamente. Luego, el 14 de octubre de 2020, se registró el pico más alto de contagios en la ciudad, con más de 1100 casos y 24 decesos en las últimas 24 horas.
Entre 2021 y 2022 la ciudad de Rosario se vio afectada para humo proveniente de quemas intensivas en los humedales en el Delta del Paraná, originados en el Departamento de Victoria, Provincia de Entre Ríos y límite con Santa Fe. También se realizaron diversas manifestaciones en diferentes puntos de la ciudad por parte de organizaciones ambientalista para exigir una Ley de humedales, incluyeron bloqueos al puente Rosario-Victoria.
A principio de 2022 hubo una tercera oleada de contagios por Covid. En abril del mismo año empezaron a levantar las restricciones por la pandemia, el uso del barbijo no era obligatorio, se abrieron locales de entretenimiento como boliches y cines, además de la realización de eventos religiosos masivos. Para el 28 del mismo mes, se inauguró los Juegos Sudamericanos en el Parque Independencia. El 6 de agosto se realizó por primera vez un viaje en tren desde Rosario a Cañada de Gómez.
El 18 de diciembre de 2022, tras el triunfo de la Copa Mundial de fútbol de la selección de Argentina, una masiva multitud se concentró en los alrededores del Monumento nacional a la Bandera para festejar la victoria.
Hasta el 6 de agosto de 2023, estuvo vigente el uso de la Tarjeta Movi, la cual era el mecanismo de pago en el transporte público de la ciudad. Fue sustituida por la tarjeta SUBE.

## Evolución poblacional
| Año  | Habitantes | Porcentaje de inmigrantes |
| ---- | ---------- | ------------------------- |
| 1858 | 9.785      | 22%                       |
| 1869 | 23.169     | 25%                       |
| 1887 | 50.914     | 41%                       |
| 1900 | 112.462    | 42%                       |
| 1910 | 192.278    | 47%                       |
| 1926 | 407.000    | 45%                       |
| 1980 | 797.340    | 5%                        |
| 1991 | 907.575    | s/d                       |
| 2001 | 908.163    | s/d                       |
| 2010 | 948.312    | s/d                       |
| 2021 | 1.359.738  | s/d                       |

### Visitas recordadas
El 29 y 30 de septiembre de 1833 visitó la aldea Charles Darwin (1809-1882). La describió como un “pueblo grande” (de 2000 habitantes).
Eva Perón visita Rosario el 30 de septiembre de 1948, una foto recordada es la del balcón de calle Santa Fe esquina Moreno, Palacio de la Jefatura de Policía. En esa foto se puede observa el desborde del público por llegar hasta Evita con flores y cartitas.
Federico García Lorca visitó la ciudad a fines del año 1933.
El Papa Juan Pablo II visitó la ciudad en abril de 1987 .
Los Reyes de España, Juan Carlos y Sofía, visitaron la ciudad para el III Congreso de la Lengua Española, realizado en noviembre de 2004.
Freddie Mercury  visito la ciudad el 6 de marzo de 1986.
Edson Arantes do Nascimento (Pelé) visito la ciudad el 11 de febrero de 1966

## Curiosidades
Rosario (junto con Paraná, San Nicolás de los Arroyos, Pergamino, etc.) es de las ciudades argentinas formadas antes del siglo XIX, que no cuentan con un fundador. No nació de la voluntad oficial, ni en el marco de una política de poblamiento o de defensa estratégica.
En cuatro ocasiones Rosario fue declarada capital federal por ley del Congreso de la Nación (en 1867, 1868, 1869 y 1873, amén de la tentativa frustrada en 1872), pero en cada una de ellas la ley fue vetada por el Poder Ejecutivo, primero por Bartolomé Mitre y luego en tres oportunidades por Domingo Faustino Sarmiento (quien controvertidamente adujo que la decisión era inoportuna, aumentaría los roces entre Buenos Aires y el interior, y llevaría al desmembramiento del país).